# Gagea wendelboi
Gagea wendelboi är en liljeväxtart som beskrevs av Karl Heinz Rechinger. Gagea wendelboi ingår i Vårlökssläktet och i familjen liljeväxter. Inga underarter finns listade.